# 梅雷兹党
梅雷兹党（直译：「活力」）是以色列的一个已不存在的社会民主主义政党。
該黨主要關注在與巴勒斯坦和平共處、人權（尤其是性別少數權益）、宗教自由和環境保護上。
2022年，梅雷茲只取得3.16%得票，首次跌出當選門檻，而選前民調顯示梅雷茲雖然一直在徘徊在當選門檻附近，但從未落在門檻以外。
2024年7月12日，该党与以色列工党合并为民主党。